# Glacier du Rongbuk
Pour les articles homonymes, voir Rongbuk.
Le glacier du Rongbuk ou glacier de Rongbuk est un glacier qui se trouve sur l'Everest et dans la vallée de Rongbuk, au Tibet, en Chine. Le glacier est situé dans la réserve naturelle du Qomolangma.
Au pied du glacier se trouve le camp de base de l'Everest pour une ascension par le versant nord de l'Everest. 
Le glacier est divisé en trois branches : le Rongbuk ouest qui prend naissance au col de Nup la, Rle ongbuk qui prend naissance au col de Lho la et, au sud du Lixin, le Rongbuk est où se situe le camp de base avancé à 6 340 mètres permettant d'atteindre le sommet de l'Everest via le col Nord.